# Total Brutal
Total Brutal è il primo album del progetto thrash metal ispirato ad Arnold Schwarzenegger Austrian Death Machine pubblicato nel 2008 attraverso la Metal Blade. Tim Lambesis (frontman del gruppo metalcore As I Lay Dying) suona tutti gli strumenti, compresa la voce, tuttavia nei crediti "Ahhhnold" viene citato come cantante. Gli assoli di chitarra sono eseguiti da chitarristi provenienti da altri gruppi. Le impersonificazioni di "Ahhhnold" sono eseguite da Chad Ackerman dei Destroy the Runner. Nella copertina la parola "Machine" è stata scritta con due "i", ma non si sa se è stato fatto di proposito o è un errore di stampa. Tuttavia nelle seguenti ristampe l'errore è stato corretto.

## Tracce
1. Hello California - 1:25
2. Get to the Choppa - 2:47 (citazione da Predator)
3. Rubber Baby Buggy Bumpers - 2:23 (citazione da Last Action Hero - L'ultimo grande eroe)
4. All of the Songs Sound the Same - 0:13
5. I Am a Cybernetic Organism, Living Tissue Over (Metal) Endoskeleton - 3:34 (citazione da Terminator 2 - Il giorno del giudizio)
6. Come with Me If You Want to Live - 3:46 (citazione da Terminator 2 - Il giorno del giudizio)
7. What It's Like to Be a Singer at Band Practice - 1:18
8. Who Is Your Daddy, And What Does He Do? - 3:11 (citazione da Un poliziotto alle elementari)
9. You Have Just Been Erased - 2:21 (citazione da L'eliminatore)
10. Broo-Tall Song Idea - 0:39
11. Here Is Subzero, Now Plain Zero - 3:08 (citazione da L'implacabile)
12. So Far, So Good, So Let's Talk About It - 0:42
13. Screw You (Benny) - 2:49 (citazione da Atto di forza)
14. Why? - 0:25 (citazione da Terminator 2 - Il giorno del giudizio)
15. If It Bleeds, We Can Kill It - 3:43 (citazione da Predator)
16. It's Not a Tumor - 3:16 (citazione da Un poliziotto alle elementari)
17. Not So Hidden Track - 2:49

## Formazione
- Tim Lambesis - chitarra, basso, batteria, voce, tromba, tastiera
- Ahhhnold (Chad Ackerman) - voce

### Ospiti

#### Assoli di chitarra
- Jason Suecof (Capharnaum) - tracce 2 e 13
- Mark MacDonald (Mercury Switch) - tracce 3, 9 e 16
- Dan Fitzgerald - traccia 5
- Adam Dutkiewicz (Killswitch Engage) - traccia 6
- Nick Hipa (As I Lay Dying) - traccia 8
- Eyal Levi & Emil Werstler (Dååth) - traccia 11
- Jason Barnes (ex-Haste the Day) - traccia 15

#### Altri musicisti
- Sal Lococo (Sworn Enemy) - voce del Predator - traccia 15
- JP Gericke - chitarra
- Btown - batteria
- Mike Catalano (Destroy the Runner) - percussioni - traccia 6
- Jerad Buckwalter (Sworn Enemy) - piatti - traccia 6
- Joey St. Lucas, Meggan Lambesis, Duane Reed (Destroy the Runner) & Marc Kohlbry (ex-Destroy the Runner) - cori - traccia 6